# 멈추고 싶은 순간 : 어바웃 타임
《멈추고 싶은 순간 : 어바웃 타임》은 tvN에서 2018년 5월 21일부터 2018년 7월 10일까지 방영된 월화 드라마이다.

## 줄거리
수명 시계를 보는 능력을 지닌 여자 미카와 악연인지 인연인지 모를 운명에 엮인 남자 도하가 만나 사랑만이 구현할 수 있는 마법 같은 순간을 담아낸 운명구원 로맨스

## 등장인물

### 주요 인물
- 이상윤 : 이도하 역 (아역 : 문우진) - MK문화컴퍼니 대표
- 이성경 : 최미카엘라 역 (아역 : 서은솔) - 앙상블 전문 뮤지컬 배우

### 도하네 가족
- 정동환 : 이선문 역 - 아버지, MK그룹 회장
- 민성욱 : 이도빈 역 - 장남, MK그룹 호텔 대표
- 정문성 : 윤도산 역 - 여행작가, MK그룹의 숨겨진 차남
- 김사희 : 김혜영 역 - 이도빈의 아내

### 미카네 가족
- 나영희 : 진라희 역 - 어머니
- 로운 : 최위진 역 - 동생
- 류태호 : 최태평 역 - 아버지
- 미상 : 유꽃분 역 - 할머니 (사망 당시 나이 62세)

### 도하의 주변 인물
- 임세미 : 배수봉 역 - 매거진 MJ 이사, 언론 재벌 MJBC의 무남독녀 외동딸
- 태인호 : 박성빈 역 - 신경정신과 전문의
- 강기둥 : 박우진 역 - 이도하 비서

### 미카의 주변 인물
- 한승연 : 전성희 역 - 최미카엘라 친구, 뮤지컬 조연출
- 김해숙 : 오소녀 역 - 효도대행 아르바이트에서 만난 미카의 오랜 고객이자 친구

### MK문화컴퍼니 사람들
- 김동준 : 조재유 역 - 뮤지컬 음악감독
- 추정화 : 최PD 역
- 손성민 : 음악조감독 역

### 그 외 인물
- 장광 : 박선생 역
- 금보
- 안두호
- 박소영
- 오아린 : 윤아인 역
- 최민금
- 김추월
- 한동환
- 박혜진
- 김강헌

### 특별출연
- 우효광 : 장치앙 역
- 이대연
- 백지원
- 김경남
- 서혜진
- 김규리 : 김준아 역

## 촬영지
- 춘천대교
- 경희대학교 평화의 전당
- 재능문화센터
- 고양아람누리
- 클럽메드 산야
- 뮤지엄 산
- 아트센터 화이트블럭
- 반포대교

## 시청률
최저 시청률과 최고 시청률은 시청률 조사회사와 지역별로 시청률에 차이가 있을 수 있습니다.
| 2018년 | 2018년   | 2018년     | 2018년      |
| 회차   | 방송일   | AGB 시청률 | TNmS 시청률 |
| ------ | -------- | ---------- | ----------- |
| 제1회  | 5월 21일 | 1.766%     | 2.8%        |
| 제2회  | 5월 22일 | 2.103%     | 2.4%        |
| 제3회  | 5월 28일 | 1.338%     | 2.0%        |
| 제4회  | 5월 29일 | 1.491%     | 2.5%        |
| 제5회  | 6월 4일  | 1.483%     | 1.8%        |
| 제6회  | 6월 5일  | 1.652%     | 2.0%        |
| 제7회  | 6월 11일 | 1.452%     | 1.5%        |
| 제8회  | 6월 12일 | 2.083%     | 2.2%        |
| 제9회  | 6월 18일 | 0.887%     | 1.0%        |
| 제10회 | 6월 19일 | 1.628%     | 1.8%        |
| 제11회 | 6월 25일 | 1.262%     | 1.7%        |
| 제12회 | 6월 26일 | 1.888%     | 2.3%        |
| 제13회 | 7월 2일  | 1.838%     | 2.0%        |
| 제14회 | 7월 3일  | 1.491%     | 1.6%        |
| 제15회 | 7월 9일  | 1.239%     | 1.4%        |
| 제16회 | 7월 10일 | 1.771%     | 1.9%        |

## 같이 보기
- 대한민국의 텔레비전 드라마 목록 (ㅁ)
- 2018년 대한민국의 텔레비전 드라마 목록